# Будровци Драганићки
Будровци Драганићки су бивше насељено место у саставу општине Драганић, у Карловачкој жупанији, Република Хрватска.

## Историја
На попису 2001. године насеље је укинуто и припојено насељу Драганић.

## Становништво
На попису становништва 1991. године, насељено место Будровци Драганићки је имало 483 становника, следећег националног састава:
| Попис 1991.‍  | Попис 1991.‍  | Попис 1991.‍ | Попис 1991.‍ | Попис 1991.‍ |
| ------------ | ------------ | ----------- | ----------- | ----------- |
|              |              |             |             |             |
| Хрвати       | Хрвати       |             | 464         | 96,06%      |
| Срби         | Срби         |             | 4           | 0,82%       |
| Југословени  | Југословени  |             | 2           | 0,41%       |
| неопредељени | неопредељени |             | 7           | 1,44%       |
| непознато    | непознато    |             | 6           | 1,24%       |
| укупно: 483  |              |             |             |             |